# Даніель Б'ярнасон
Даніель Б'ярнасон (ісл. Daníel Bjarnason; нар. 26 лютого 1979) — ісландський композитор і диригент. Він отримав широке визнання за свій дебютний альбом «Processions» (2010), а «TimeOut NY» написав, що він "створює(-ють) звучання, яке надзвичайно наближається до визначення невизначеного хороброго нового світу класичної музики.

## Життя та кар'єра
Спочатку він вивчав композицію, фортепіано й оркестрове диригування в Рейк'явіку, потім продовжив освіту як симфонічний диригент у Вищій школі музики у Фрейбурзі. Дебютував у Лос-Анджелеській філармонії та написав для оркестру низку творів на замовлення.
Широке визнання Б'ярнасон отримав у 2010 році після виходу дебютного альбому «Processions» (2010). Вихід цього альбому був тепло зустрінутий рецензентами журналу «Time Out NY».
З 2017 року Б'ярнасон отримав статус композитора у резиденції в оркестрі Музікгебау Фріц Філіпс в Ейндгвені. Співпрацю з Ісландським симфонічним оркестром Даніель розпочав у 2015 році також як художник у резиденції та залишався ним до 2018 року, після чого отримав призначення на посаду головного запрошеного диригента цього оркестру. Його універсальність дала можливість співпрацювати з авторитетними музикантами різних напрямків, зокрема, при створенні електроакустичних творів з вихідцем з Австралії Беном Фростом, «Sigur Rós», а також композитором Браяном Ено.
Твори Даніеля Б'ярнасона виконувались під керівництвом різних диригентів, включно з Густаво Дудамелем, Джоном Адамсом, Андре де Рідьєрою, Джеймсом Конлоном, Луїсом Лангре й Іланом Волковим. Після відставки останнього Б'ярнасон тимчасово виконував обов'язки головного диригента Ісландського симфонічного оркестру до набрання чинності контракта Еви Оллікайнена.
У 2010-х роках Б'ярнасон співпрацював з філармонією Лос-Анджелеса, танцювальною трупою Рамберта, оркестром «Britten Sinfonia», симфонічним оркестром Цинциннаті, ансамблем «So Percussion» і квартетом Кадлера. У серпні 2017 року він брав участь в організації фестивалю Лос-Анджелеської філармонії у Рейк'явіку.

## Нагороди
Даніель Б'ярнасон отримав безліч нагород поміж лауреатів Ісландської музичної премії, включно з «Піснею року» (2015) за пісню «Ek ken di nag» і «Композитор року» (2013) за «The Isle Is Full of Noises» й «Over Light Earth». Твір «Over Light Earth» (2013) виграв Ісландську музичну премію також як найкращий CD із записом класичної музики, випущений у 2013 році. Також у 2013 році Даніель Б'ярнасон і Бен Фрост стали лауреатами ісландської кінопремії «Едда» за найкращий саундтрек до фільму Балтасара Кормакура «Глибина». У 2010 році Б'ярнасон був номінований на престижну музичну премію Ради Північних країн і виграв музичну премію «Kraumur». Даніель також отримав грант від Меморіального фонду Крістіяна Ельдарна.

## Дискографія

### Альбоми
- Processions (2010) — Bedroom Community
- Sólaris (2011) — Bedroom Community
- Over Light Earth (2013) — Bedroom Community
- Djúpið (2017) — Bedroom Community

### Твори

#### Сольні або для невеликого камерного складу
- 5 китайських поем (2001)
- 4 сезони Йози Бусона (2003)
- Скеля (2006)
- Фанфара для «Гарпи» (2011)
- Чотири анахронізми (2012)
- Qui Tollis (2013)
- Ek Ken Die Nag (2014)
- Stillshot (2015)

#### Твори для ансамблю та камерного оркестру
- All Sounds to Silence Come (2007)
- Over Light Earth (2012)

#### Оркестрові твори
- Emergence (2011)
- Blow Bright (2013)
- Collider (2015)
- Від Space I saw Earth for three conductors (2019)

#### Соло з оркестром
- Solitudes (2003)
- Sleep Variations (2005)
- Processions (2009)
- Bow to String (2010)
- Sólaris (2011)

#### Хори
- Enn Fagnar Heimur (2011)
- Ek Ken Die Nag (2014)

#### Кантати для хору та оркестру
- The Isle Is Full of Noises (2012)

#### Для голосу з ансамблем
- Larkin Songs (2010)

#### Опери
- Брати (2017)

#### Саундтреки до фільмів
- Reykjavik Guesthouse (2003)
- Come To Harm (2011)
- Глибина (2012)
- Під деревом (2017)

#### Танцювальна музика
- Smáljón í Sjónmáli (2011)
- Frames — спільно з Олександром Уітлі (студія Рамберт)